# Historische Wasserversorgung der Stadt Bamberg
Die Wasserversorgung der Stadt Bamberg war früher durch private und öffentliche Brunnen gesichert; des Weiteren gab es für kirchliche, später auch für städtische Einrichtungen und private Haushalte eine Art Fernwasserversorgung aus teilweise weit entfernten Quellen.

## Wasserversorgung aus dem Michaelsberger Wald
Im Michaelsberger Wald liegt die Quelle einer Wasserleitung aus dem 12. Jahrhundert, die heute noch besteht.
Sie bestand ursprünglich aus durchbohrten Baumstämmen, später aus Ziegelröhren und dann aus Bleiröhren. Zwischen 1970 und 1980 wurde diese Leitung komplett erneuert.
Diese Quell-Wasserleitung versorgte die Propstei St. Getreu (später die gleichnamige Nervenheilanstalt), den Merkurbrunnen, die Küche und die Brauerei des Klosters St. Michael sowie den Delphinbrunnen auf den Michelsberger Terrassen, seit 1783 auch den neuerstellten Brunnen gegenüber dem Spital in der Unteren Sandstraße, als Endauslauf in Richtung Osten. Ein weiterer Endauslauf im Norden befand sich in der Gärtnerei am Maienbrunnen.
Im frühen 20. Jahrhundert wurde unter der Rasenfläche vor der Klosterkirche Michaelsberg ein unterirdischer Löschwasserteich angelegt, der ebenfalls aus dieser Quellleitung gespeist wird.

## Wasserversorgung durch den unteren Maienbrunnen
Der an der Treppenanlage zwischen Untere Sandstraße und Maienbrunnen befindliche Quellauslauf wurde 1371 erstmals in Lagebeschreibungen genannt. Fritz Löffelholz stiftete 1439 einen Betrag von 20 Gulden zum baulichen Unterhalt der von hier aus abgehenden Wasserleitung, die das 1324 durch Chunrat Eseler gestiftete Elisabethenspital mit Wasser versorgte.
1510 stiftete Heinrich Marschalk von Raueneck zehn Gulden, deren Zinsertrag auch zum Bauunterhalt des Marga-Brünnleins dienen sollte. Durch die Umgestaltung und den Bau der Treppen 1824 wird wohl der jetzige Brunnenplatz entstanden sein; dieser Quellauslauf versorgte bis 1873 einen Bach, der 1873 verrohrt wurde.

## Wasserversorgung durch die Friedrich-Quelle
Der heute noch sichtbare Auslauf der Friedrich-Quelle zwischen Bamberg und dem Stadtteil Bug wurde im ausgehenden 17. Jahrhundert in Röhren gefasst, durch den linken Regnitzarm geführt und versorgte den Gabelmannsbrunnen, das Katharinenspital, den Franziskanerbrunnen in der Kapuzinerstraße und Privathäuser mit Wasser.

## Wasserversorgung aus dem Heiligen Loch und dem Teufelsgraben
Die Wasserversorgung des Dombergs, soweit nicht über eigene Brunnen gesichert, geschah durch ein Leitungssystem von zwei weit auseinanderliegenden Wassersammelstätten.
Die südlich gelegene Wassersammelstätte, welche bei der christlichen Kultstätte Heiliges Loch in der Panzerleite liegt, wurde mit der Leitung aus dem westlich des Dombergs liegenden Teufelsgraben vereinigt. Das aus dem Teufelsgraben kommende Wasser nahm das träge vom Heiligen Loch kommende im Schub mit. Die heute noch vorhandenen Brunnenstuben im Teufelsgraben tragen die Jahreszahl ihrer Erneuerung 1681 und 1705. Eine davon war mit einer Stube für den Wasserwärter ausgestattet.
Die Leitung versorgte das Kloster der Karmeliten, wahrscheinlich auch vorher das Kloster der Zisterzienserinnen am gleichen Platz, weiterhin die Hofküche in der Residenz, den Brunnen auf dem Domplatz und die nicht mehr existierenden Wasserspiele im Park des Greiffenklau-Hofs (Domstraße 5). Das einzige sichtbare Relikt dieser Wasserversorgung Domberg ist das jetzt überdachte Wasserbecken in der Alten Hofhaltung (Bamberg); dieses diente sicherlich auch für den Brandschutz.

## Privatbrunnen
Auf vielen Grundstücken befanden und befinden sich Brunnen zur eigenen Versorgung. Diese sogenannten Hausbrunnen im Freien sind im Adressbuch der Stadt Bamberg von 1816 aufgeführt. Nicht berücksichtigt sind die Brunnen innerhalb der Häuser.